# Degia imparata
Degia imparata är en fjärilsart som beskrevs av Walker 1862. Degia imparata ingår i släktet Degia och familjen träfjärilar. Inga underarter finns listade i Catalogue of Life.